# Selbstbesinnung
Selbstbesinnung ist ein Begriff, der vor allem in der Philosophie des späten 19. und des 20. Jahrhunderts verwendet wurde und auch als populärpsychologischer Ausdruck bekannt ist.
In der Erkenntnistheorie und Logik spielte er ebenso eine Rolle wie in der Ethik, Anthropologie und Lebensphilosophie.
Bezieht sich Selbstbesinnung als Reflexion einerseits auf den allgemeinen Vorgang des Denkens und sucht nach einer wissenschaftlichen Methode der Erkenntnisgewinnung, kann sie andererseits als Orientierung verstanden werden, mit der die eigene Lebenssituation bewusst gemacht und dem Menschen damit ermöglicht wird, sich auf seine verschiedenen Bezüge, Wertesysteme und sich selbst zu besinnen.

## Wilhelm Dilthey
Bei Wilhelm Dilthey erhält der Begriff eine zentrale Stellung. Mit ihm sollen die ganzen Befunde und Tatsachen des Bewusstseins beschrieben und analysiert und das seelische Leben mit den unterschiedlichen geschichtlich-gesellschaftlichen Vorgängen dargestellt werden.
Sie bildete die Grundlage aller Philosophie – für das Denken und Erkennen, ebenso wie für das Handeln –, die Dilthey als Philosophie des Lebens oder der Wirklichkeit betrachtete. Diese Philosophie stellt er der idealistischen Erkenntnistheorie gegenüber, die den Menschen auf sein erkennendes Vermögen beschränke. Sie sei die „letzte Instanz“, vor der das Selbstbewusstsein stehe. So aufgefasst, vermochte Dilthey mit dem Begriff den Zusammenhang des seelischen Lebens als eine durchsichtige Struktur zu begreifen. Da das Leben auf diese Weise als Verbindung verstehbarer Beziehungen erscheint, ist es möglich, zu ihm oder seinen Teilen Stellung zu nehmen und als bedeutsam zu beurteilen.

## Entwicklung und Bedeutung
Innerhalb der Dilthey-Schule, der Phänomenologie und der an Martin Heidegger anknüpfenden philosophischen Hermeneutik bleibt die Selbstbesinnung philosophisch bedeutsam. Die Hermeneutik thematisiert vor allem den Zusammenhang der philosophischen und historischen Formen.
Da Selbstbesinnung die Zusammenhänge des Lebens reflektierend strukturiert, ist sie ein wichtiges Element der Autobiographie.